# جائزة المغرب الكبرى
سباق الجائزة الكبرى المغربي (بالفرنسية: Moroccan Grand Prix) هو سباق الجائزة الكبرى الذي تم تنظيمه لأول مرة في عام 1925 في الدار البيضاء المغرب بالاسم الرسمي «جائزة الدار البيضاء الكبرى».

## التاريخ
في عام 1930، أقيم السباق في حلبة أنفا الجديدة (المسمى الرسمي «جائزة آنفا الكبرى»). هذه الدورة أودت بحياة السائق الكونت برونو دي هاركورت خلال سباق تدريبي. جميع الفائزين في سيارات الجولات كانوا فرنسيين أو موناكو.
لم يكن هناك سباق في عام 1933 ولا بين عامي 1935 و 1953. عندما عادت في عام 1954، أقيمت على حلبة في مدينة أكادير للسيارات الرياضية، وتم كسر الهيمنة الفرنسية بواسطة السائق الإيطالي جوزيبي فارينا.
تم تجهيز مخطط جديد في عين دياب بالقرب من الدار البيضاء لسباق الفورمولا 1 لعام 1957 والذي على الرغم من عدم احتسابه كبطولة عالمية، اجتذب نطاقا من الطراز العالمي. وفاز بالسباق جان بهرا لصالح مازيراتي. كانت نسخة 1958 من السباق هي الوحيدة التي شاركت في بطولة العالم للفورمولا 1، وستكون الجولة الأخيرة من ذلك الموسم. كانت معركة البطولة لا تزال حية بين مايك هوثورن من فيراري وستيرلينغ موس من فان وول. وسيحتل هوثورن المركز الثاني لينتزع التاج، على الرغم من فوز منافسه موس بالسباق. سيحصل فان وول أيضًا على بطولة الصانعين الافتتاحية، لكن وفاة سائقهم ستيوارت لويس إيفانز طغى وأثر على الفوز.

## الفائزون في الجائزة المغربية الكبرى

### تكرار الفائزين (الصانعين)
تشير الخلفية الوردية إلى حدث لم يكن جزءًا من بطولة العالم للفورمولا 1.
| يفوز     | البناء | فازت سنوات             |
| -------- | ------ | ---------------------- |
| 4        | بوجاتي | 1926، 1928، 1931، 1932 |
| 3        | فيراري | 1954، 1955، 1956       |
| المصادر: |        |                        |

### تكرار الفائزين (الشركات المصنعة للمحركات)
تشير الخلفية الوردية إلى حدث لم يكن جزءًا من بطولة العالم للفورمولا 1.
| يفوز     | الصانع | فازت سنوات             |
| -------- | ------ | ---------------------- |
| 4        | بوجاتي | 1926، 1928، 1931، 1932 |
| 3        | فيراري | 1954، 1955، 1956       |
| المصادر: |        |                        |

### سنويا
تشير الخلفية الوردية إلى حدث لم يكن جزءًا من بطولة العالم للفورمولا 1.
| سنة                     | سائق                | البناء     | فئة            | موقع          | انتقال  |
| ----------------------- | ------------------- | ---------- | -------------- | ------------- | ------- |
| 1925                    | كونت دي فوجيلاس     | تأخير      | تجوال السيارات | الدار البيضاء | انتقال  |
| 1926                    | ر.مايرل             | بوجاتي     | تجوال السيارات | الدار البيضاء | انتقال  |
| 1927                    | زاي رول             | جورج عيرات | تجوال السيارات | الدار البيضاء | انتقال  |
| 1928                    | إي ماير             | بوجاتي     | تجوال السيارات | الدار البيضاء | انتقال  |
| 1929                    | لم يعقد             | لم يعقد    | لم يعقد        | لم يعقد       | لم يعقد |
| 1930                    | شارل بنيته          | أميلكار    | تجوال السيارات | أنفا          | انتقال  |
| 1931                    | ستانيسلاف زايكوفسكي | بوجاتي     | تجوال السيارات | أنفا          | انتقال  |
| 1932                    | مارسيل ليهوكس       | بوجاتي     | تجوال السيارات | أنفا          | انتقال  |
| 1933                    | لم يعقد             | لم يعقد    | لم يعقد        | لم يعقد       | لم يعقد |
| 1934                    | لويس شيرون          | الفا روميو | تجوال السيارات | أنفا          | انتقال  |
| 1935 </br> - </br> 1953 | لم يعقد             | لم يعقد    | لم يعقد        | لم يعقد       | لم يعقد |
| 1954                    | جوزيبي فارينا       | فيراري     | سيارات رياضية  | أغادير        | انتقال  |
| 1955                    | مايك سباركين ‏       | فيراري     | سيارات رياضية  | أغادير        | انتقال  |
| 1956                    | موريس ترينتينانت    | فيراري     | سيارات رياضية  | أغادير        | انتقال  |
| 1957                    | جان بحرا            | مازيراتي   | الفورمولا واحد | عين دياب      | انتقال  |
| 1958                    | ستيرلينغ موس        | فانوال     | الفورمولا واحد | عين دياب      | انتقال  |
| المصادر:                |                     |            |                |               |         |